# جورج ستونمان
جورج ستونمان، الابن (بالإنجليزية: George Stoneman)‏ وهو سياسي وعسكري أمريكي ينتمي إلى الحزب الديمقراطي ولد جورج ستونمان، الابن في 22 آب من سنة 1822 في ولاية نيويورك الأمريكية ستونمان تخرج في سنة 1846 من الأكاديمية العسكرية الأمريكية في ويست بوينت بولاية نيويورك. ستونمان تزوج في سنة 1861 من ماري أوليفر وكان لديهما أربعة أطفال شارك ستونمان في الحرب الأهلية الأمريكية وتمت ترقيته إلى رتبة جنرال في سنة 1862. شغل ستونمان منصب حاكم على ولاية كاليفورنيا الأمريكية ما بين عامي 1883 إلى عام 1887 توفي جورج ستونمان، الابن في 5 أيلول من سنة 1894 في بوفالو بولاية نيويورك.